# Austrian Open Kitzbühel 2024
L'Austrian Open Kitzbühel 2024, ufficialmente Generali Open Kitzbühel 2024 per motivi di sponsorizzazione, è stato un torneo di tennis che si è giocato sulla terra rossa. È stata la 80ª edizione dell'Austrian Open Kitzbühel, facente parte della categoria ATP Tour 250 nell'ambito dell'ATP Tour 2024. Il torneo si è disputato al Tennis Stadium Kitzbühel di Kitzbühel, in Austria, dal 22 al 27 luglio 2024.

## Partecipanti

### Teste di serie
| Nazionalità | Giocatore               | Ranking* | Testa di serie |
| ----------- | ----------------------- | -------- | -------------- |
| Argentina   | Sebastián Báez          | 19       | 1              |
| Cile        | Alejandro Tabilo        | 20       | 2              |
| Argentina   | Tomás Martín Etcheverry | 32       | 3              |
| Spagna      | Pedro Martínez          | 49       | 4              |
| Austria     | Sebastian Ofner         | 50       | 5              |
| Portogallo  | Nuno Borges             | 51       | 6              |
| Spagna      | Roberto Carballés Baena | 54       | 7              |
| Serbia      | Laslo Đere              | 57       | 8              |

* Ranking al 15 luglio 2024.

### Altri partecipanti
I seguenti giocatori hanno ricevuto una wildcard per il tabellone principale:
- Lukas Neumayer
- Nicolas Moreno de Alboran
- Joel Schwärzler

Il seguente giocatore è entrato in tabellone come special exempt:
- Thiago Agustín Tirante

I seguenti giocatori sono entrati in tabellone passando dalle qualificazioni:

- Andrea Collarini
- Vít Kopřiva
- Lukáš Klein
- Daniel Elahi Galán

I seguenti giocatori sono entrati in tabellone come lucky loser:
- Hamad Međedović
- Gustavo Heide

### Ritiri
Prima del torneo
- Nuno Borges → sostituito da  Hamad Međedović
- Tomás Martín Etcheverry → sostituito da  Gustavo Heide
- Nicolás Jarry → sostituito da  Thiago Seyboth Wild
- Casper Ruud → sostituito da  Dominic Thiem

## Partecipanti al doppio

### Teste di serie
| Nazione     | Giocatore           | Nazione     | Giocatore                | Ranking* | Testa di serie |
| ----------- | ------------------- | ----------- | ------------------------ | -------- | -------------- |
| Regno Unito | Jamie Murray        | Rep. Ceca   | Adam Pavlásek            | 78       | 1              |
| Messico     | Santiago González   | Tunisia     | Skander Mansouri         | 78       | 2              |
| Paesi Bassi | Robin Haase         | Paesi Bassi | Jean-Julien Rojer        | 85       | 3              |
| Ecuador     | Gonzalo Escobar     | Kazakistan  | Oleksandr Nedovjesov     | 97       | 4              |
| Germania    | Constantin Frantzen | Germania    | Hendrik Jebens           | 105      | 5              |
| Austria     | Alexander Erler     | Germania    | Andreas Mies             | 106      | 6              |
| Regno Unito | Lloyd Glasspool     | Paesi Bassi | Matwé Middelkoop         | 111      | 7              |
| Monaco      | Romain Arneodo      | Austria     | Tristan-Samuel Weissborn | 151      | 8              |

* Ranking al 15 luglio 2024.

### Altri partecipanti
Le seguenti coppie di giocatori hanno ricevuto una wildcard per il tabellone principale:
- Daniel Altmaier /  Dominic Thiem
- Philipp Oswald /  Joel Schwärzler

La seguente coppia di giocatori è entrata in tabellone come alternate:
- Ivan Sabanov /  Matej Sabanov

### Ritiri
Prima del torneo
- Andre Begemann /  Victor Vlad Cornea → sostituiti da  Ivan Sabanov /  Matej Sabanov
- Alexander Erler /  Lucas Miedler → sostituiti da  Alexander Erler /  Andreas Mies
- Yannick Hanfmann /  Andreas Mies → sostituiti da  Petr Nouza /  Patrik Rikl
- Nicolás Jarry /  Alejandro Tabilo → sostituiti da  Boris Arias /  Federico Zeballos

## Punti
| Evento    | V   | F   | SF  | QF | 2T   | 1T | Q    | Q2   | Q1   |
| Singolare | 250 | 165 | 100 | 50 | 25   | 0  | 13   | 7    | 0    |
| Doppio    | 250 | 150 | 90  | 45 | N.D. | 0  | N.D. | N.D. | N.D. |

## Montepremi
| Evento    | V       | F       | SF      | QF      | 2T      | 1T     | Q2     | Q1     |
| Singolare | 88125 € | 51400 € | 30220 € | 17510 € | 10165 € | 6215 € | 3105 € | 1695 € |
| Doppio*   | 30610 € | 16380 € | 9600 €  | 5370 €  | N.D.    | 3160 € | N.D.   | N.D.   |

*per team

## Campioni

### Singolare
Matteo Berrettini ha sconfitto in finale  Hugo Gaston con il punteggio di 7-5, 6-3.
- È il decimo titolo in carriera per Berrettini, il terzo in stagione.

### Doppio
Alexander Erler /  Andreas Mies hanno sconfitto in finale  Constantin Frantzen /  Hendrik Jebens con il punteggio di 6-3, 3-6, [10-6].